# Der Freibeuter
Der Freibeuter ist ein US-amerikanischer Abenteuerfilm aus dem Jahr 1953 unter Regie von William Keighley mit Errol Flynn in der Hauptrolle. Der Film wurde von Warner Bros. produziert und basiert auf dem 1889 erschienenen Roman Der Junker von Ballantrae von Robert Louis Stevenson.

## Handlung
Nach dem Act of Union 1707 versuchen schottische Kräfte aus dem Haus Stuart den englischen Thron zurückzugewinnen. Lord Durrisdeer entscheidet, dass einer seiner Söhne, Jamie und Henry, auf Schloss Ballantrae bleibt, um dem englischen König zu dienen. Der andere soll für die Stuarts kämpfen. Er lässt eine Münze entscheiden, wer kämpfen und wer zu Hause bleiben wird. Jamie muss das Schloss und seine Verlobte Lady Alison verlassen und schließt sich den Stuarts an. Als jedoch die Rebellion niedergeschlagen wird, wird Jamie zu einem Flüchtling.
Jamie lernt den irischen Veteranen Colonel Burke kennen, der ebenfalls auf Seiten der Stuarts gekämpft hat. Jamie kehrt heimlich nach Ballantrae zurück, um sich Geld für seine Flucht nach Frankreich zu verschaffen. Er versteckt sich vor den englischen Soldaten, den Rotröcken, im Haus von Jessie Brown und schickt nach seinem Bruder. Henry und Alison kommen in Jessies Haus. Liebevoll begrüßt Jamie seine Verlobte, was Jessie eifersüchtig beobachtet. Jamie will Alison später am Strand treffen, wo ihm Henry das Geld aushändigen soll. Am Strand entdeckt Jamie jedoch Rotröcke unter dem Kommando von Major Clarendon. Die Soldaten schießen auf ihn, Jamie stürzt ins Wasser. Auch wenn Jamies Leiche nicht gefunden wird, teilt Clarendon den Durrisdeers Jamies Tod mit. Henry macht sich auf die Suche nach Jamies Leiche. In einem Stall findet er seinen Bruder, der angeschossen wurde. Jamie wirft ihm Verrat vor, um Ballantrae und Alison für sich zu gewinnen. Henry gibt zu, etwas für Allison zu empfinden. Zudem verursache Jamies Spielleidenschaft finanzielle Probleme für die Durrisdeers. Doch er würde seinen Bruder nie verraten. Jamie provoziert Henry zu einem Duell. Zwar ist er der bessere Kämpfer, doch ist er durch seine Verwundung geschwächt und wird von Henry verletzt. Henry eilt los, um Hilfe zu holen. Da erscheint Burke und nimmt Jamie auf. Dessen Verschwinden verwirrt Henry.
Jamie und Burke erkaufen sich eine Passage nach Frankreich auf dem Piratenschiff des brutalen Kapitäns MacCauley. Der Pirat betrügt die beiden, behält das Geld und setzt Kurs auf die Tortugas in der Karibik. Nach mehreren Monaten auf See wird das Piratenschiff von einem französischen Schiff unter Kapitän Arnaud angegriffen. Arnaud bemerkt in dem Chaos, dass Jamie mit MacCauley kämpft. Nach dem Sieg der Franzosen entscheidet der belustigte Arnaud, Jamie und Burke am Leben zu lassen. Er geht sogar mit Jamie eine Partnerschaft ein. Arnaud lässt die Tortugas anlaufen, um seine Vorräte aufzufrischen. Dabei stoßen die Franzosen auf eine spanische Galeone unter Kapitän Mendoza. Mit der Hilfe von Burke und Mendozas Tänzerin Marianne, die sich in Jamie verliebt, erstellen sie einen Plan zur Übernahme der Galeone. Tatsächlich haben sie Erfolg und können Mendoza und seine Matrosen nach einem Kampf besiegen. Arnaud will Jamie nun loswerden und schießt auf ihn. Da Jamie jedoch mit solch einer Aktion gerechnet hat, hat er vorher Arnauds Pistole entladen. Im folgenden Schwertkampf tötet Jamie Arnaud. Er und Burke übernehmen das Kommando über die Galeone und segeln als reiche Männer nach England.
Als englische Nobelmänner können Jamie und Burke die englischen Kontrollstellen passieren. Sie erfahren, dass die Durrisdeers mit den Rotröcken zusammenarbeiten und dass Henry und Alison verlobt sind. Jamie ist immer noch überzeugt von Henrys Verrat am Strand. Er gibt sich zu erkennen und fordert Henry zum Duell. Rotröcke erscheinen und versuchen Jamie und Burke festzunehmen. Es kommt zu einem Kampf, in dessen Verlauf Henry seinem Bruder das Leben retten. Die Rotröcke sind dennoch erfolgreich. Jamie und Burke werden zum Tod durch den Strang verurteilt. Die Hinrichtung soll am nächsten Morgen vollzogen werden. In der Nacht sucht die von Schuldgefühlen geplagte Jessie Alison auf und gesteht ihr, dass die Rotröcke auf ihren Hinweis hin am Strand waren. Alison sucht Jamie im Kerker auf. Sie übergibt ihm den Verlobungsring, auf dem das Familienmotto der Durrisdeers eingraviert ist. Dies ist für Jamie das Zeichen, dass eine Befreiung kurz bevorsteht. Kurz darauf erscheint Jessie mit Essen, lenkt die Wärter ab und entriegelt die Tür. Jamie und Burke kämpfen sich bis zur Schlosshalle vor. Jamie sagt seiner Familie Lebewohl und entkommt mit Burke durch einen Geheimgang hinter dem Kamin. Am Ende des Tunnels wartet Henry mit Pferden auf die beiden. Jamie erzählt ihm von den Juwelen, die er von der Galeone geholt und im Stall versteckt hat. Damit soll Henry Jamies Spielschulden begleichen. Jamie und Burks reiten zu einer Höhle, in der Alison wartet. Zu dritt wollen sie in der Neuen Welt ein neues Leben beginnen.

## Entstehung und Veröffentlichung
| Figur                      | Darsteller        | Deutscher Sprecher    |
| -------------------------- | ----------------- | --------------------- |
| Sprecher der Einleitung    | Robert Beatty     | Siegfried Schürenberg |
| Jamie Durie                | Errol Flynn       | Axel Monjé            |
| Col. Francis Burke         | Roger Livesey     | Bum Krüger            |
| Henry Durie                | Anthony Steel     | Paul Edwin Roth       |
| Lady Alison                | Beatrice Campbell | Edith Schneider       |
| Jessie Brown               | Yvonne Furneaux   | Inge Landgut          |
| Lord Durrisdeer            | Felix Aylmer      | Walter Werner         |
| MacKellar                  | Mervyn Johns      | Hans Hessling         |
| Mendoza                    | Charles Goldner   | Eduard Wandrey        |
| Major Clarendon            | Ralph Truman      | Fritz Tillmann        |
| Matthew Bull               | Francis De Wolff  | Wolf Martini          |
| Capt. Arnaud               | Jacques Berthier  | Erich Fiedler         |
| Col. Banks*                | Charles Carson    | Curt Ackermann        |
| McCauley*                  | Moultrie Kelsall  | Hans Emons            |
| Marianne*                  | Gillian Lynne     | Erika Görner          |
| Schiffsmaat*               | Jack Taylor       | Erich Poremski        |
| Vikar*                     | Stephen Vercoe    | Kurt Buecheler        |
| * nicht im Abspann erwähnt |                   |                       |

Gedreht wurde der Film vom 23. Juni bis Ende August 1952 in den Elstree Studios in Borehamwood sowie im Eilean Donan Castle in der Nähe des schottischen Dorfes Dornie und in Newquay in der Grafschaft Cornwall. Die Szenen auf dem Piratenschiff entstanden im italienischen Palermo. Ralph Brinton war der Art Director, Margaret Furse die Kostümbildnerin. Musikalischer Direktor war Muir Mathieson. Für William Keighley war es die letzte Regiearbeit.
In einer kleinen nicht im Abspann erwähnten Nebenrolle trat Moultrie Kelsall als MacCauley auf. Ebenfalls unerwähnt blieb Gillian Lynne als Marianne. Errol Flynn trat hier letztmals für Warner Bros. vor die Kamera. Nach 18 Jahren endete sein Vertrag mit dem Studio. Die deutsche Synchronfassung wurde von der Deutschen Mondial-Film GmbH in Berlin erstellt.
Die Premiere des Films fand am 23. Juli 1953 in Eastbourne, Grafschaft East Sussex und am 28. Juli 1953 in Evansville in Indiana statt. In der Bundesrepublik Deutschland kam er am 21. Dezember 1953 in die Kinos, in Österreich im Januar 1954.

## Kritiken
Der Film erhielt ein gutes Presseecho. So fallen alle fünf Kritiken, die der US-amerikanische Aggregator Rotten Tomatoes erfasst hat, wohlwollend aus.

„Passable Verfilmung des romantischen Abenteuerromans von Stevenson, in der Errol Flynn keine Gelegenheit zum Säbelduell ausläßt.“

„Dem damals 44-jährigen Flynn sieht man sein exzessives Privatleben an. Fazit: Ergrauter Flynn in einem bunten Spektakel.“

Reg Whitley vom Daily Mirror lobte die leidenschaftlichen und spektakulären Kämpfe, besonders an Bord von Flynns Piratenschiff.
Der Kritiker der The New York Times befand, dass zumindest drei Viertel des Films ein mitreißendes, spektakuläres Gebiet für ein paar beachtenswerter Abenteurer seien. Flynn führe eine gute, überwiegend britische, Besetzung durch eine der lebhaftesten, attraktivsten und absurdesten Leinwandgerangel, die je aus der Feder des viktorianischen Geschichtenerzählers gekommen seien.